# Horaglanis populi
Horaglanis populi — вид сомоподібних риб родини кларієвих (Clariidae). Описаний у 2023 році.

## Назва
Назва виду populi походить з латинського слова populus, що означає «люд» або «народ», і вказує на внесок зацікавлених представників громадськості в штаті Керала на півдні Індії, допомагаючи документувати біорізноманіття підземних і ґрунтових водних систем, включаючи відкриття цей новий вид.

## Поширення
Ендемік Індії. Мешкає в колодязях і підземних водних каналах в окрузі Патанамтітта у штаті Керала на півдні країни.

## Опис
Дрібна рибка. Тіло завдовжки до 32 мм. Тіло видовжене, криваво-червоного кольору. Очей немає. Грудні плавці редуковані, присутній лише вкорочена колючка. Спинний та анальний плавці довгі, тягнуться до підстави хвостового стебла. На голові є чотири пари добре розвинених вусиків.